# Margarita Pin
Margarita Pin Arboledas, née le 18 mars 1949 à Valence, est une femme politique espagnole membre du Parti socialiste ouvrier espagnol (PSOE).

## Biographie
Margarita Pin est députée de Valence au Congrès des députés entre 1996 et 2000, puis de 2003 à 2008, et entre 2010 et 2011.